# Provincia de Vayots' Dzor
Vayots' Dzor es una de las provincias de Armenia. Se encuentra en el sureste del país, fronteriza con Azerbaiyán. La capital es Yeghegnadzor. Con una población de 53 230 habitantes y un área de 2308 km², es la provincia armenia con la población más dispersa.

## Geografía

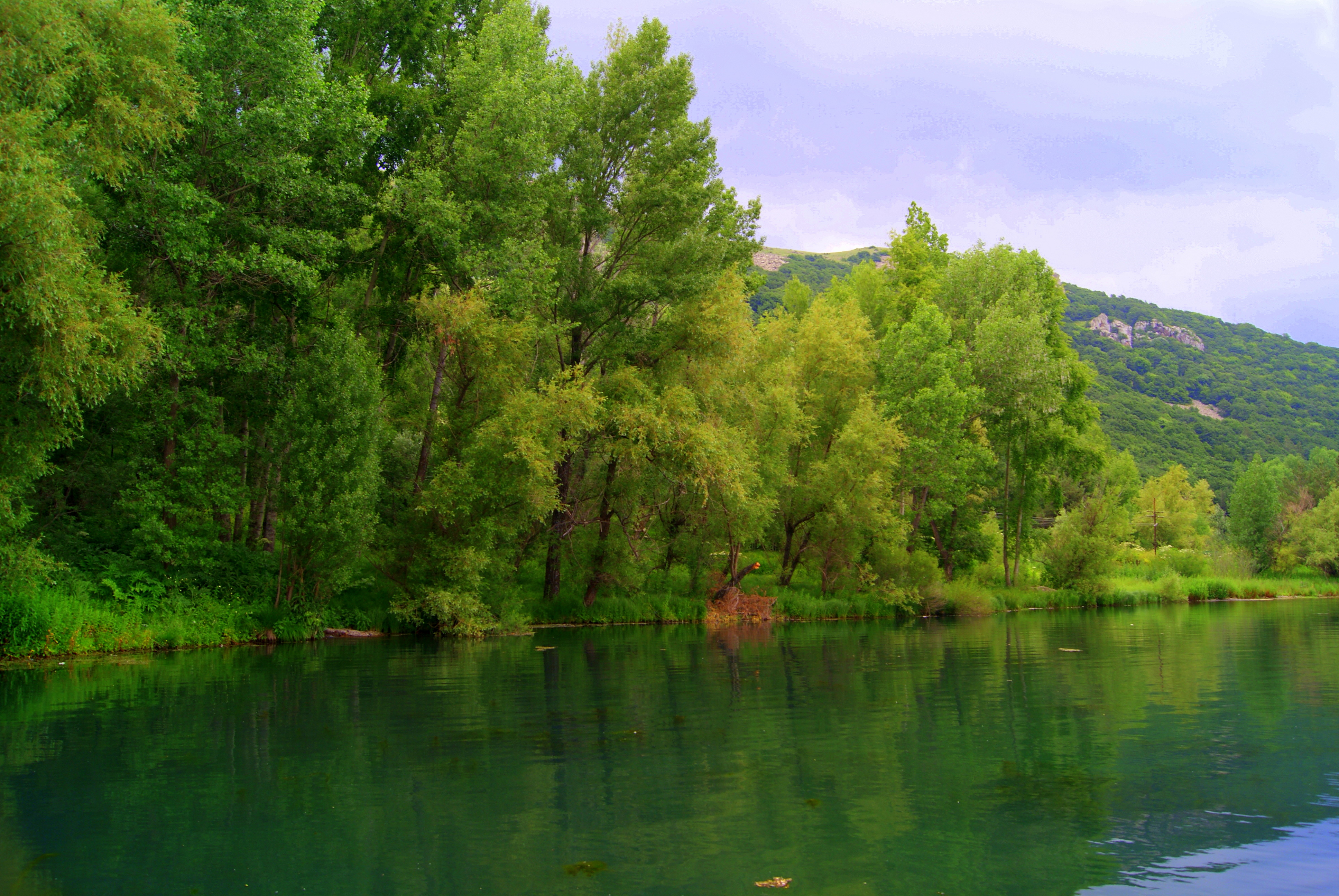
Santuario Fluvial de Jermuk (Jermuk Hydrological Sanctuary)

Situada al sudeste de Armenia, Vayots Dzor es una de las áreas menos pobladas del país. Está limitada al oeste por la República Autónoma de Najicheván, que pertenece a Azerbaiyán, y por el este por la región en disputa de Shahumyan, controlada por Azerbaiyán. En Armenia, Vayots limita al norte con Gegharkunik, al nordeste con Ararat, y al sudeste con Syunik.

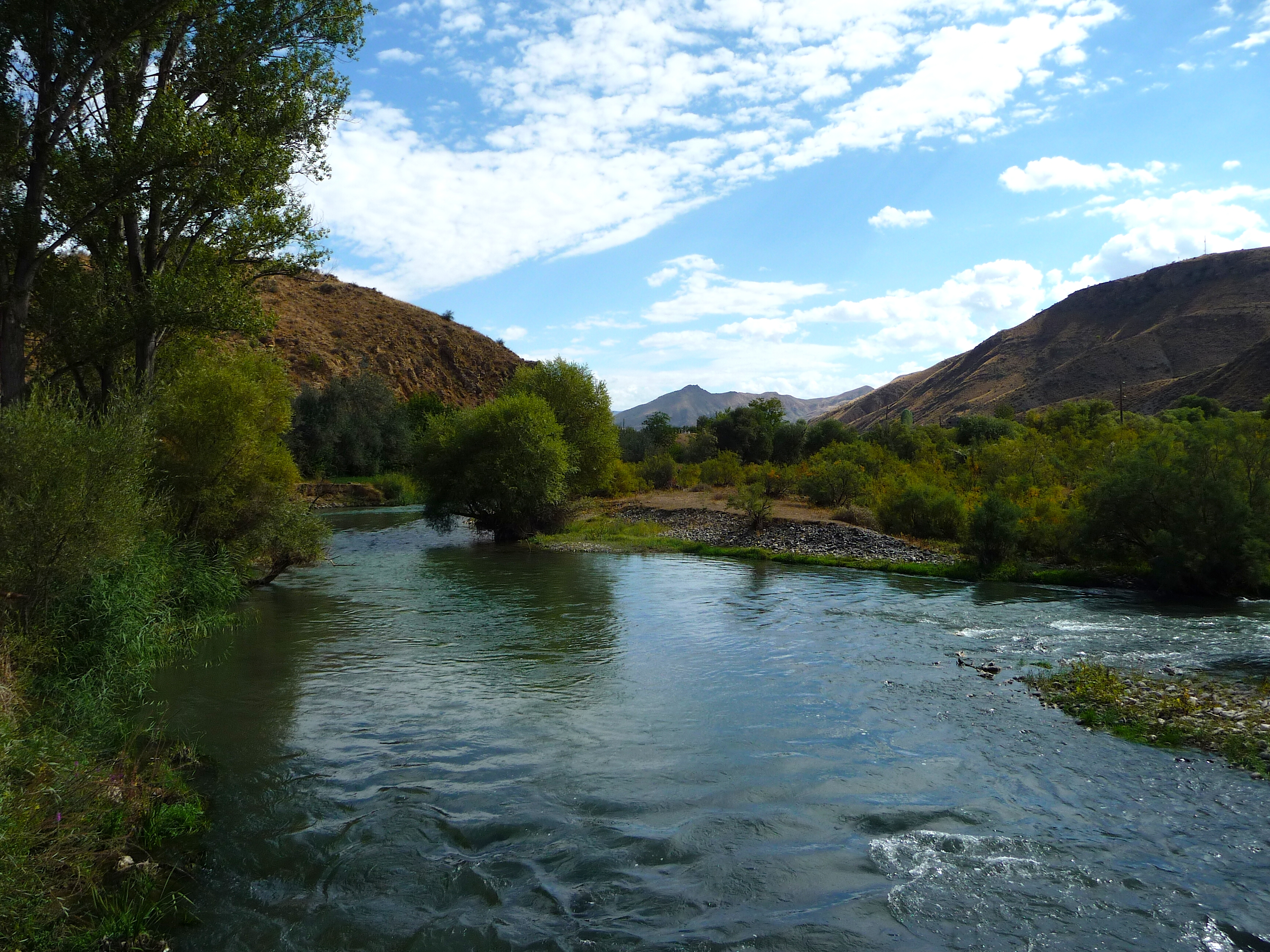
Río Arpa

La provincia es esencialmente montañosa. El norte y noroeste está dominado por la cordillera de Vardenis, en la que destaca el volcán Vardenis, de 3522 m de altitud. El valle del río Yeghegis lo separa de las montañas Arpa en el centro, y el valle del río Arpa separa estas de las montañas Vayk, en el sur. El punto más bajo es la salida del río Arpa, afluente del río Aras, por el sudoeste, a la altura de Areni, con una altitud de 850 m.
El río más importante es el Arpa, que atraviesa la región de nordeste a sudoeste formando un arco. Nace en el Santuario Hidrológico de Jermuk (Jermuk Hydrological Sanctuary), entre montañas de más de tres mil metros, en la meseta de Syunik, en el extremo oriental de la cordillera de Vardenis. Poco después de Yeghegnadzor, recibe al río Yeghegis, que desciende del monte Vardenis y en su cuenca media da lugar a la zona protegida del Santuario Estatal de Yeghegis (Yeghegis State Sanctuary), de la vida salvaje.
Otro río destacable es el Herher, que nace entre los montes Tek (2898 m) y Vayots (2624 m) y se dirige hacia el sur en busca del río Ara. En su zona alta se encuentra el Santuario Estatal de Herher (Herher State Sanctuary), con la cascada Herher.

## Historia

Reino de Armenia en 250 a. C.

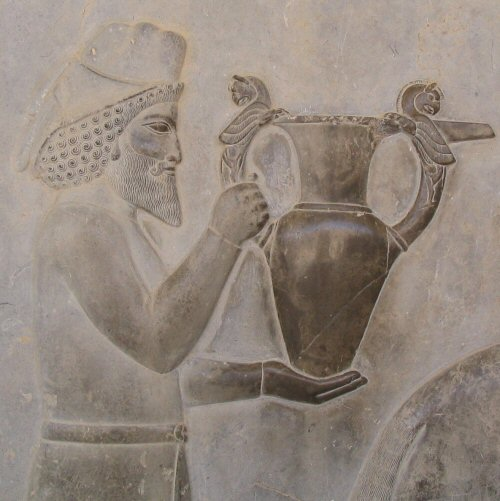
Un armenio de entregando un tributo en Persépolis

Vayots Dzor aparece mencionado por primera vez por Moisés de Corene, el autor de la historia medieval armenia más significativa, del siglo V. Sin embargo, durante las excavaciones arqueológicas en la región se encontraron muchos lugares y objetos del Paleolítico y la Edad del Bronce. En las paredes de los desfiladeros hay grabadas escenas de caza y animales que muestran que la región estuvo habitada desde la prehistoria.
El complejo de Areni-1, explorado entre los años 2007 y 2011 muestra un asentamiento del V milenio a. C. , del Calcolítico. En el yacimiento hay una bodega  con una cuba de fermentación y una prensa de vino, jarras de almacenamiento y potes de cerámica. Probablemente es la bodega más antigua conocida. Además, en ella se ha encontrado un zapato con una antigüedad de 5500 años.
Por aquí pasaron los imperios hitita, de Mitani y de Azzi-Hayasa, de la Edad de Bronce. Hacia el II milenio a. C., otro grupo indoeuropeo, cercano a los tracios y los frigios y llamado armenio por los griegos, emigró a las tierras altas de Armenia desde el norte de los Balcanes. De acuerdo al mito griego, uno de los antepasados del pueblo armenio, llamado Armenios, fue uno de los argonautas que acompañaban a Jasón en su busca del vellocino de oro.
La mezcla de los armenios con los indígenas hayasa dio lugar al pueblo armenio actual. En el siglo VIII a. C., Vayots Dzor formaba parte del reino de Urartu, con capital en Tshpa, actual Van. Este reino duró hasta el siglo VI a. C. En 782, el rey de Urartu Argishti I fundó la ciudad fortificada de Erebuni, convertida más tarde en Ereván, capital de Armenia.
Entre los siglos VI y II a. C., la región está gobernada por la dinastía Oróntida, heredera del reino de Urartu. Después, bajo la dinastía artáxida se crea el Reino de Armenia, que dura entre 190 a. C. y 165 d. C. Durante un tiempo fue un imperio entre el mar Caspio y el Mediterráneo y entre el Cáucaso y Palestina. Entre 165 y 428 fue protectorado romano. En 301, Armenia fue el primer país del mundo en adoptar el cristianismo como religión oficial, con Gregorio I el Iluminador y el rey Tiridates III, doce años antes de que Constantino tolerara el cristianismo y ochenta años antes de que Roma lo adoptara como religión oficial.
En 428, el país se incorpora al Imperio sasánida, pero la rebelión de 451 les permite conservar el cristianismo y gobernarse de forma autónoma. En 640, caen en manos del Califato árabe. A mediados del siglo IX se crea el principado de Armenia, que dura hasta 884, cuando el país se independiza y se crea de nuevo el reino de Armenia gobernado por la dinastía Bagrátida.
Entre 1045 y 1071 caen en manos del Imperio bizantino, seguido por el Imperio selyúcida, que no duró mucho y compartió poder con otros reinos autónomos.
Vayots Dzor pasó a formar parte del reino de Syunik, que englobaba parte del centro y el sur de la Armenia actual, gobernado por la dinastía siunia o sisákida. En esta época, entre los siglos X y XIII se construyen aquí numerosos monasterios, puentes y caravanserais.
Durante la Edad Media pasa por Vayots la ruta de la Seda enlazando las localidades de Martuni y Yeghegnadzor. En esta última localidad se construye la Universidad de Gladzor (1280-1340), que junto a la Universidad de Tatev, en el monasterio de Tatev, que la continuó (1340-1425) fue uno de los centros de aprendizaje más importante de la época.
El periodo entre los siglos XV y XVII se considera la época más oscura de la historia de la provincia, invadida por ejércitos turcos e iraníes, el Imperio otomano y el Imperio safávida se reparten el país. El resultado fue la destrucción de numerosos monumentos y poblaciones e importantes desplazamientos de la población.
Durante la primera mitad del siglo XIX, tras la guerra ruso-persa (1826-1828) y el resultante Tratado de Turkmenchay (1828) Vayots Dzor pasó del Imperio persa de la Dinastía Kayar al Imperio ruso, incorporándose al nuevo óblast de Armenia, y algunos años más tarde al distrito (uyedz) de Sharur-Daralagezsky, de la gobernación de Ereván, del virreinato del Cáucaso, del Imperio ruso.
Entre 1918 y 1929 fue incluido en la poco duradera República Democrática de Armenia. Después de la sovietización de Armenia, Vayots Dzor se convirtió en una de las regiones que resistió contra el gobierno ruso y formó una República de la Armenia Montañosa (primero República de Syunik), que no fue reconocida, bajo el gobierno de Garegin Njdeh. Después de la caída de los bolcheviques en 1921, Vayots Dzor pasó a formar parte de la República Socialista Soviética de Armenia.
Durante el periodo soviético, Vayots Dzor fue dividida en los raiones o provincias de Yeghegnadzor y Azizbekov. Tras la independencia de Armenia en 1991, los dos raiones fueron unificados en la provincia de Vayots Dzor durante la reforma administrativa de 1995.

## Población
La densidad de población es la más baja de Armenia, con solo 52 234 hab (25 740 hombres y 25 584 mujeres), alrededor de un 1.7 % de la población del país, según el censo de 2011. La población urbana es de 18 449 hab. repartidos en 3 ciudades, Yeghegnadzor (7944 hab.), Vayk (5877 hab.) y Jermuk (4628 hab.), y 33 875 hab. repartidos en 41 comunidades rurales, de las que la más grande es Malishka, con 4460 hab.
La mayor parte de la población es armenia étnica que pertenece a la Iglesia apostólica armenia. La diócesis de Vayots Dzor está encabezada por el arzobispo Abraham Mkrtchyan y tiene su sede en las catedral de la Santa Madre de Dios en Yeghegnadzor.
Una pequeña parte de la población tiene antepasados emigrantes de los pueblos iraníes de Salmas y Khoy.

## Economía

### Agricultura
Vayats Dzor tiene la agricultura más pobre de toda Armenia, con solo un 2.2 % de la producción, debida a su escasa población. Unos 1900 km² son cultivables, el 82.5 % del territorio, pero solo se cultivan 162 km², el 8.5 % del territorio.
Aun así, la agricultura es la principal ocupación de la provincia, incluyendo la cría de ganado (ganado lanar, caprino, avícola y apícola) y cultivos (albaricoque, cereza, pera, manzana, membrillo, ciruela, nuez, uva y baya).

### Industria
La industria contribuye en un 1 % al total del país, principalmente agua embotellada, una de las principales riquezas de Armenia, que en Vayots se concentra en el Grupo Jermuk, y bebidas alcohólicas, principalmente vino. Desde 2009 se celebra el Festival del vino de Areni, teniendo en cuenta que Areni-1 es probablemente la bodega más antigua del mundo.
En Yeghegnadzor hay varias fábricas de queso y productos lácteos. La ciudad es famosa por el queso de cabra, aunque también produce productos eléctricos, barriles de madera para vino y conservas.

## Cultura

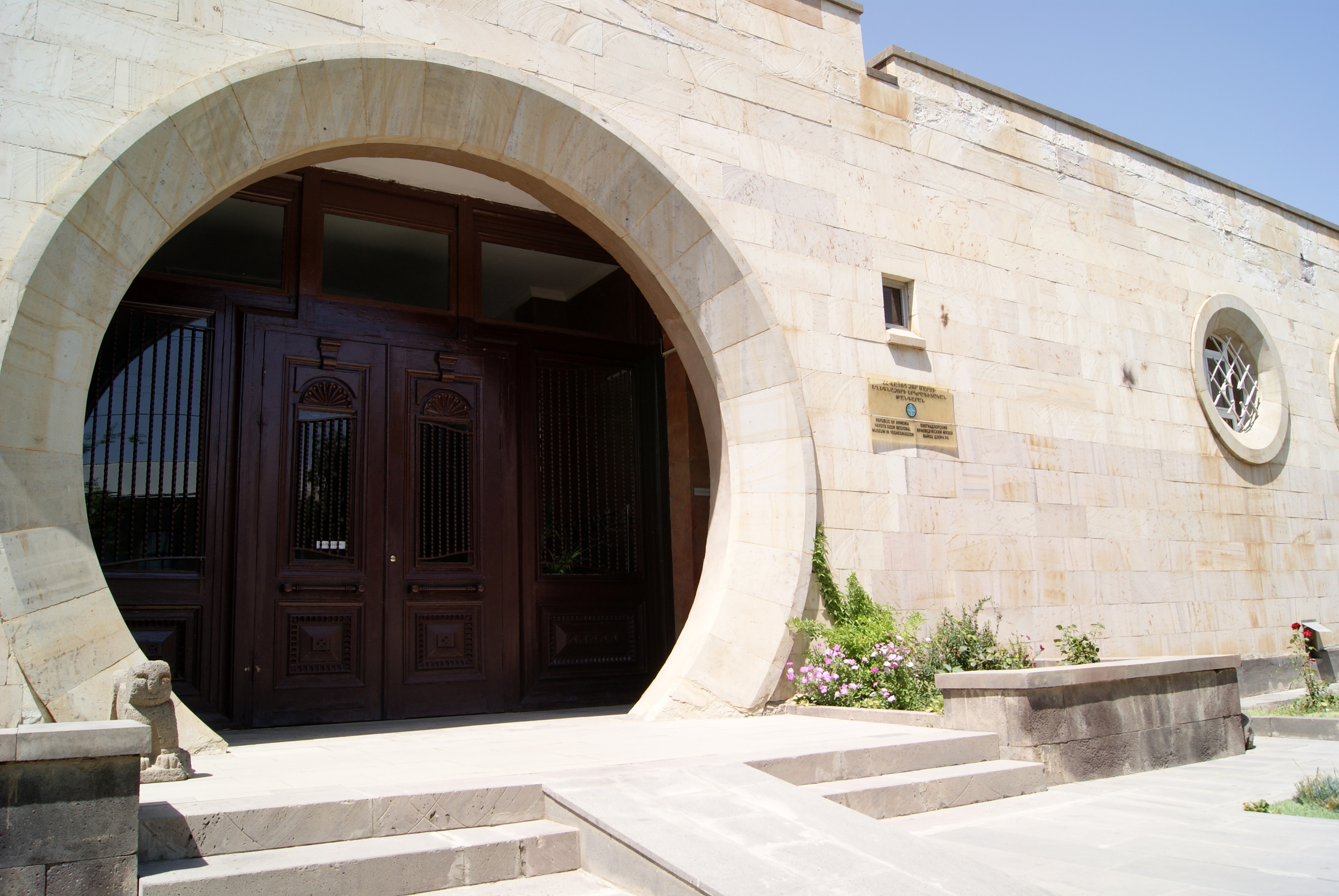
Museo Arqueológico de Yeghegnadzor

En Vayorts Dzor se celebran fiestas religiosas como el Trndez y el Varvadar. La primera es una fiesta de purificación que se celebra 40 días después del nacimiento de Jesús, la segunda celebra la Transfiguración de Cristo, se asocia con la diosa Astghik, deidad armenia de la fertilidad, el amor y el agua, y se celebra 98 días después de Pascua. En Yeghegnadzor se celebra el segundo domingo de octubre el festival de la cosecha. En Areni se celebra el mes de octubre el festival del vino.
Yeghegnadzor es el centro cultural de la provincia. Tiene un palacio de la cultura, una biblioteca pública y un museo arqueológico. El parque público tiene un vishap (dragón de piedra) del II milenio a. C.

### Fortalezas y yacimientos arqueológicos

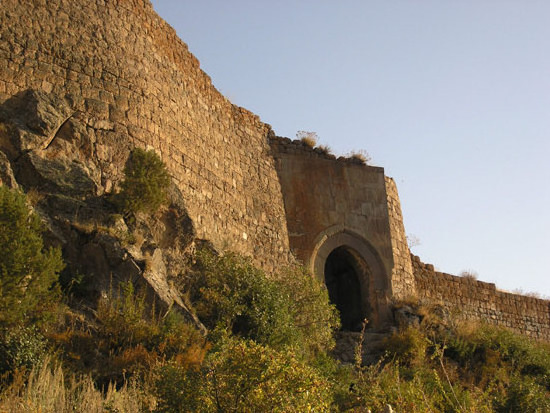
Smbataberd, fortaleza del

- Complejo de cuevas Areni-1 y bodega del Calcolítico
- Fortaleza de Smbataberd, del siglo X
- Fortaleza de Proshaberd, del siglo XIII
- Fuerte Ertij, del siglo XIII
- Puente de Agarakadzor, del siglo XIII
- Caravanserai de Orbelian de 1332

### Iglesias y monasterios

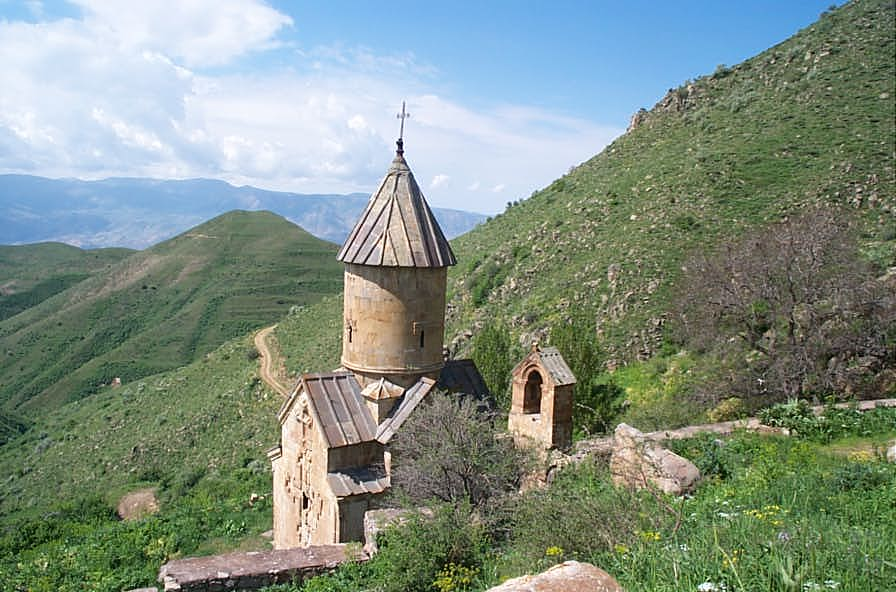
Monasterio de Spitakavor, de 1321

- Monasterio de Tanahat, de 735, cerca de Vernashen
- Monasterio de Saint Sion, del siglo VIII, cerca de Herher
- Monasterio de Shativank,[7] del siglo X
- Monasterio de Khotakerats, del siglo X, cerca de Khachik
- Monasterio de Tsakhats Kar, de los siglos X-XI, entre las ciudades de Yeghegis y Horbategh
- Monasterio de Gndevank, de los siglos X-XIII, en la carretera de Vayk-Jermuk, cerca del río Arpo
- Catedral de la Santa Madre de Dios de Yeghegnadzor, del siglo XII
- Monasterio de Noravank, de 1205, en un cañón cerca de Yeghegnadzor
- Monasterio de Spitakavor, de 1321, cerca de Vernashen
- Iglesia de Areni, de 1321.